# Municipio de San Juan Cotzal
Municipio de San Juan Cotzal är en kommun i Guatemala.   Den ligger i departementet Departamento del Quiché, i den centrala delen av landet, 100 km nordväst om huvudstaden Guatemala City.